# Asociación Deportivo Cali
La Asociación Deportivo Cali, più semplicemente Deportivo Cali, è una società di calcio colombiana della città di Cali.
Milita nel Fútbol Profesional Colombiano.
Fino al 2007 ha giocato le partite casalinghe nello Stadio Olímpico Pascual Guerrero. È la prima squadra colombiana a possedere un proprio stadio, lo Stadio Deportivo Cali (detto anche Monumental de Palmaseca), che è stato ultimato nell'autunno del 2007. I colori del Deportivo Cali sono il bianco e il verde e a questo si deve il soprannome Los Verdiblancos.
Disputa il derby cittadino con l'América de Cali.

## Storia
Fondato nel 1912 con il nome di The Cali Football Club da un gruppo di studenti al rientro dall'Europa, cambiò nome in Deportivo Cali A nel 1927, quando rappresentò il dipartimento della Valle del Cauca ai giochi nazionali divenendone campione nel 1928 e nel 1930. Fu uno dei club fondatori della lega professionistica colombiana nel 1948, ed esordì in campionato quello stesso anno arrivando ottavo. Per vincere il primo titolo dovrà attendere il Campeonato Profesional 1965, che terminò con la vittoria del club di Cali.

## Palmarès

### Competizioni nazionali
- Campionato colombiano: 10

1965, 1967, 1969, 1970, 1974, 1996, 1998, 2005, 2015, 2021-II
- Copa Colombia: 1

2010
- Súper Liga: 1

2014

### Competizioni internazionali
- Copa Independencia: 1

2007

### Competizioni giovanili
- Torneo Internazionale Città di Gradisca - Trofeo Nereo Rocco: 1

2019

### Altri piazzamenti
- Campionato colombiano:

Secondo posto: 1949, 1962, 1963, Apertura 1968, Finalización 1969, Apertura 1973, Apertura 1974, 1975, Apertura 1977, Finalización 1977, Apertura 1978, Finalización 1979, 1980, Finalización 1980, Apertura 1982, 1985, 1986, 1992, 2003-II, 2006-I, 2013-II, 2017-I
Terzo posto: 1950, 1959, Apertura 1971, Finalización 1975, 1976, Finalización 1976
- Copa Colombia:

Finalista: 1962-1963, 1981, 2019
Semifinalista: 2017
- Súper Liga:

Finalista: 2016
- Coppa Libertadores:

Finalista: 1978, 1999
Semifinalista: 1977, 1981
- Coppa Merconorte:

Finalista: 1998

## Rosa 2021
| N. |                      | Ruolo | Calciatore          |
| -- | -------------------- | ----- | ------------------- |
| 1  | Colombia (bandiera)  | P     | Humberto Acevedo    |
| 2  | Colombia (bandiera)  | D     | Jorge Marsiglia     |
| 3  | Uruguay (bandiera)   | D     | Hernán Menosse      |
| 5  | Colombia (bandiera)  | C     | Andrés Balanta      |
| 6  | Colombia (bandiera)  | C     | Joan Ramírez        |
| 7  | Colombia (bandiera)  | A     | Jhon Vásquez        |
| 8  | Argentina (bandiera) | C     | Franco Torres       |
| 9  | Colombia (bandiera)  | A     | Ángelo Rodríguez    |
| 10 | Uruguay (bandiera)   | A     | Gastón Rodríguez    |
| 11 | Colombia (bandiera)  | C     | Andrés Arroyo       |
| 12 | Uruguay (bandiera)   | P     | Guillermo de Amores |
| 13 | Colombia (bandiera)  | D     | Juan Angulo         |
| 14 | Colombia (bandiera)  | D     | Juan Franco         |
| 16 | Colombia (bandiera)  | A     | Yeison Tolosa       |
| 17 | Colombia (bandiera)  | D     | Jorge Arias         |

| N. |                     | Ruolo | Calciatore               |
| -- | ------------------- | ----- | ------------------------ |
| 18 | Colombia (bandiera) | A     | Marco Pérez              |
| 19 | Colombia (bandiera) | D     | Harold Gómez             |
| 20 | Colombia (bandiera) | C     | Jhojan Valencia          |
| 21 | Colombia (bandiera) | C     | Kevin Velasco            |
| 23 | Colombia (bandiera) | D     | Eduar Caicedo            |
| 24 | Colombia (bandiera) | C     | Carlos Robles            |
| 25 | Colombia (bandiera) | C     | Andrés Colorado          |
| 27 | Colombia (bandiera) | D     | Darwin Andrade           |
| 28 | Colombia (bandiera) | C     | Gian Cabezas             |
| 29 | Colombia (bandiera) | C     | Jean Paul Arce           |
| 30 | Colombia (bandiera) | A     | Jefferson Ramos          |
| 31 | Colombia (bandiera) | C     | Daniel Luna              |
| 35 | Colombia (bandiera) | D     | Juan Madrid              |
|    | Colombia (bandiera) | A     | Roger Murillo            |
| 99 | Italia (bandiera)   | C     | Fabrizio Cesare Trevisan |
|    | Colombia (bandiera) | C     | Juan Tello               |

## Rosa 2016
| N. |                     | Ruolo | Calciatore              |
| -- | ------------------- | ----- | ----------------------- |
| 1  | Colombia (bandiera) | P     | Luis Hurtado            |
| 3  | Colombia (bandiera) | D     | Juan Sebastián Quintero |
| 5  | Colombia (bandiera) | C     | Andrés Pérez            |
| 6  | Colombia (bandiera) | C     | Juan David Cabezas      |
| 7  | Colombia (bandiera) | A     | Harold Preciado         |
| 8  | Paraguay (bandiera) | C     | Miguel Godoy            |
| 9  | Colombia (bandiera) | A     | Cesar Amaya             |
| 11 | Colombia (bandiera) | C     | Harrison Mojica         |
| 12 | Uruguay (bandiera)  | P     | Ernesto Hernández       |
| 13 | Colombia (bandiera) | D     | Helibelton Palacios     |
| 14 | Colombia (bandiera) | D     | John Jairo Lozano       |
| 15 | Colombia (bandiera) | C     | Sebastian Escobar       |
| 16 | Colombia (bandiera) | D     | Germán Mera             |
| 18 | Colombia (bandiera) | C     | Daniel Giraldo          |
| 19 | Colombia (bandiera) | C     | Juan Andres Balanta     |
| 20 | Colombia (bandiera) | A     | Alveiro Sánchez         |
| 21 | Colombia (bandiera) | D     | Nicolás Benedetti       |
| 22 | Colombia (bandiera) | P     | Johan Wallens           |

| N. |                      | Ruolo | Calciatore           |
| -- | -------------------- | ----- | -------------------- |
| 23 | Colombia (bandiera)  | D     | Felipe Banguero      |
| 24 | Colombia (bandiera)  | D     | Luis Calderón        |
| 25 | Colombia (bandiera)  | C     | Andrés Felipe Roa    |
| 26 | Colombia (bandiera)  | D     | Jhon Lucumí          |
| 27 | Colombia (bandiera)  | C     | Carlos Renteria      |
| 28 | Colombia (bandiera)  | D     | Luis Manuel Orejuela |
| 29 | Colombia (bandiera)  | A     | Miguel Murillo       |
| 30 | Colombia (bandiera)  | A     | Mateo Casierra       |
| 31 | Colombia (bandiera)  | D     | Nilson Castrillón    |
| 34 | Colombia (bandiera)  | A     | Rafael Santos Borré  |
| 35 | Colombia (bandiera)  | C     | Kevin Balanta        |
|    | Colombia (bandiera)  | A     | Alvaro Varela        |
|    | Colombia (bandiera)  | D     | Eduar Caicedo        |
|    | Colombia (bandiera)  | D     | Richard Renteria     |
|    | Colombia (bandiera)  | A     | Pablo Sabbag         |
|    | Argentina (bandiera) | C     | Fabian Sambueza      |
|    | Colombia (bandiera)  | D     | Danilo Arboleda      |